# هانز هولزر
 هانز هولزر  (بالألمانية: Hans Holzer)‏ (26 يناير 1920 - 26 أبريل 2009) مؤلف وباحث أمريكي من أصل نمساوي متخصص في الكتابة عن الخوارق. كتب أكثر من 100 كتاب شعبي عن الخوارق والأشياء الغامضة، فضلاً عن العديد من المسرحيات الدرامية والموسيقية والأفلام والبرامج الوثائقية، وكان له برنامج تلفزيوني اسمه «صائد الأشباح».

## وصلات خارجية
- هانز هولزر على موقع IMDb (الإنجليزية)
- هانز هولزر على موقع قاعدة بيانات الفيلم (الإنجليزية)

- Interview with Holzer.
- Hans Holzer - Daily Telegraph obituary.
- Bibliography (fantasticfiction.co.uk).